# Hidrografia da Venezuela

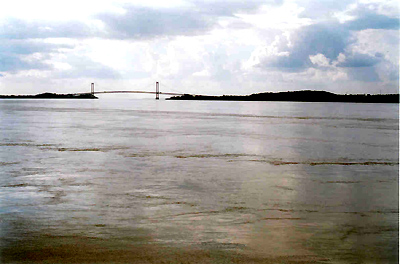
Ponte sobre o rio Orinoco em Ciudad Bolívar.

A maior parte da drenagem da Venezuela é feita pelo sistema do Orinoco, que ocupa cerca de 4/5 do país. Entre os maiores afluentes do Orinoco incluem-se o Caroni, Aro, Caura, Cuchivero e Ventuari, que descem do planalto das Guianas; Apure, Arauca, Capanaparo, que descem dos Andes;  e Manapire, Suata, Pao e Caris, que nascem nas planícies. Os demais rios da Venezuela são curtos e raramente navegáveis. O San Juan, o Guanipa e o Guarapiche desaguam no Golfo de Paria; o Aragua, Unare e Tuy correm para a costa leste; e o Motatán, Chama, Escalante, Catatumbo, Santa Ana, Ana, Apón e Palmar desaguam no Lago de Maracaibo. O país possui ainda lagos menores, entre os quais o lago de Valência.